# Yom Kippur
Yom Kippur (possível aportuguesamento: Iom Quipur) (/ˌjɒm kɪˈpʊər,_ˌjɔːm ˈkɪpər,_ˌjoʊmʔ/; em hebraico:  יוֹם כִּפּוּר, Yōm Kippūr, [ˈjom kiˈpuʁ], lit. 'Dia da Expiação') é o dia mais sagrado no judaísmo e samaritanismo. Ocorre anualmente no dia 10 de Tishrei, o primeiro mês do calendário hebraico. Principalmente centrado na expiação e arrependimento, as observâncias do dia consistem em jejum completo e comportamento ascético acompanhado de oração intensiva, bem como confissões de pecados (tradicionalmente dentro de uma sinagoga). Juntamente com o feriado relacionado de Rosh Hashaná, Yom Kippur é um dos dois componentes dos "Grandes Dias Sagrados" do judaísmo.

## Etimologia
Yom (יוֹם) significa "dia" em hebraico e Kippur (כִּפּוּר) é traduzido como "expiação". A tradução portuguesa comum de Yom Kippur é Dia da Expiação; no entanto, esta tradução carece de precisão. O nome Yom Kippur é baseado no versículo da Torá, "...mas no 10.º dia do sétimo mês é o dia de quipurim para você..." A tradução literal de quipurim é purificação. Yom Kippur é um dia judaico para expiar más ações e tornar-se limpo e purificado delas.

## Rosh Hashaná e Yom Kippur
Yom Kippur é "o décimo dia do sétimo mês" (Tishrei) e também é conhecido como o "Sabá dos sabás". Rosh Hashaná (referido na Torá como Iom Teruá) é o primeiro dia daquele mês de acordo com o calendário hebraico. Yom Kippur completa o período anual conhecido no Judaísmo como os Grandes Dias Sagrados ou Yamim Nora'im ("Dias de Pavor") que começa com Rosh Hashaná. Os dez dias de Rosh Hashaná a Yom Kippur correspondem aos últimos dez dias do período de quarenta dias que Moisés estava no Monte Sinai recebendo o segundo conjunto de tábuas.

### Livros celestiais abertos
De acordo com a tradição judaica, Deus inscreve o destino de cada pessoa para o próximo ano em um livro, o Livro da Vida, em Rosh Hashaná, e espera até Yom Kippur para "selar" o veredito. Durante os Dias de Temor, um judeu tenta corrigir seu comportamento e buscar perdão pelos erros cometidos contra Deus (bein adam leMakom) e contra outros seres humanos (bein adam lechavero). A noite e o dia de Yom Kippur são reservados para petições públicas e privadas e confissões de culpa (Vidui). No final do Yom Kippur, espera-se que tenham sido perdoados por Deus.

## Período deYom Kippur(calendário gregoriano)
| Calendário gregoriano                         |
| --------------------------------------------- |
| 14 de setembro: 2013 e 2089                   |
| 15 de setembro: 2032 e 2070                   |
| 16 de setembro: 2002, 2021, 2051 e 2097       |
| 17 de setembro: 2040, 2048, 2059 e 2078       |
| 18 de setembro: 2010 e 2086                   |
| 19 de setembro: 2018, 2029, 2037, 2067 e 2075 |
| 20 de setembro: 2056, 2064 e 2094             |
| 21 de setembro: 2026 e 2045                   |
| 22 de setembro: 2007, 2053, 2072, 2083 e 2091 |
| 23 de setembro: 2015, 2034 e 2080             |
| 24 de setembro: 2042, 2061 e 2099             |
| 25 de setembro: 2004, 2023, 2069 e 2088       |
| 26 de setembro: 2012, 2050 e 2096             |
| 27 de setembro: 2001, 2031 e 2077             |
| 28 de setembro: 2009, 2020, 2039 e 2058       |
| 29 de setembro: 2066 e 2085                   |
| 30 de setembro: 2017, 2028, 2047 e 2093       |
| 1 de outubro: 2036, 2044 e 2074               |
| 2 de outubro: 2006, 2025 e 2055               |
| 3 de outubro: 2033, 2052, 2063, 2071 e 2082   |
| 4 de outubro: 2014, 2060 e 2090               |
| 5 de outubro: 2022, 2041 e 2079               |
| 6 de outubro: 2003, 2049, 2068, 2087 e 2098   |
| 7 de outubro: 2030 e 2076                     |
| 8 de outubro: 2011, 2057 e 2095               |
| 9 de outubro: 2008, 2019, 2038 e 2084         |
| 10 de outubro: 2046 e 2065                    |
| 11 de outubro: 2027, 2073 e 2092              |
| 12 de outubro: 2016, 2024 e 2054              |
| 13 de outubro: 2005, 2035, 2081 e 2100        |
| 14 de outubro: 2043 e 2062                    |